# 1919

Gabriele D'Annunzio a Fiume

Il 1919 (MCMXIX in numeri romani) è un anno  del XX secolo.

## Eventi
- Gran Bretagna e Francia attivano i primi servizi di posta aerea
- 1º gennaio: il Giappone adotta il calendario gregoriano
- 5 gennaio: Anton Drexler fonda in Germania il Partito del Lavoro (futuro partito nazionalsocialista). Adolf Hitler vi aderirà nel 1921.
- 7 gennaio: le truppe sovietiche incontrano una tenace resistenza da parte dell'esercito estone
- 11 gennaio: la Romania annette la regione della Transilvania
- 15 gennaio – Berlino: soldati del governo socialdemocratico (Freikorps) arrestano Rosa Luxemburg e Karl Liebknecht. Durante il trasporto in carcere i due vengono assassinati.
- 16 gennaio: viene approvato il XVIII emendamento alla Costituzione degli Stati Uniti che proibisce la produzione e il commercio di bevande alcoliche. Entrerà in vigore il 16 gennaio dell'anno successivo. Inizia l'era del Proibizionismo (destinata a durare fino al 1933 quando si avrà l'abrogazione dell'emendamento).
- 18 gennaio
  - Si apre a Parigi la Conferenza di pace, che negozia i trattati che pongono fine alla prima guerra mondiale
  - A Roma don Luigi Sturzo lancia il suo “appello al Paese” e traccia il programma del nuovo Partito Popolare Italiano
  - Viene fondata la Bentley Motors
- 23 gennaio: scoppia in Bessarabia la Rivolta di Chotyn
- 31 gennaio: le truppe sovietiche si ritirano dall'Estonia
- 3 febbraio: le truppe sovietiche entrano in Ucraina e la occupano militarmente
- 11 febbraio: Friedrich Ebert viene eletto Presidente della Repubblica di Germania
- 14 febbraio: l'Unione Sovietica dichiara guerra alla Polonia
- 26 febbraio: creazione del Parco nazionale del Grand Canyon
- 1º marzo: moti in Corea contro la dominazione del Giappone
- 2 marzo: a Mosca si apre il Primo Congresso dell'Internazionale Comunista
- 21 marzo: l'Ungheria insorge. Nasce la Repubblica Sovietica Ungherese
- 23 marzo: in piazza San Sepolcro a Milano si costituisce l'Associazione nazionale dei Fasci italiani di combattimento, guidata da Benito Mussolini
- 6 aprile: la Baviera proclama l'indipendenza dalla Germania
- 7 aprile: la Baviera diventa una repubblica socialista
- 13 aprile - India: le truppe britanniche compiono un eccidio nella città di Amritsar, dove si era radunata una folla pacifica
- 1º maggio – Italia: esce il primo numero de L'Ordine Nuovo, settimanale comunista fondato e diretto da Antonio Gramsci
- 3 maggio: le truppe tedesche entrano a Monaco di Baviera e la Baviera viene annessa alla Germania
- 9 maggio: viene introdotto in Belgio il suffragio universale maschile
- 25 maggio: l'eruzione del vulcano Kelud, a Giava, provoca la morte di 16.000 persone
- 25 maggio: Viene fondata la Cavese.
- 29 maggio: eclisse totale di sole
- 30 maggio: la Germania cede il Ruanda e il Burundi al Belgio
- 14-16 giugno: a Bologna si svolge il primo congresso del Partito Popolare Italiano, aperto da don Luigi Sturzo
- 15 giugno: John Alcock e Arthur Brown completano il primo volo transatlantico senza scalo atterrando a Clifden, Contea di Galway, Irlanda
- 19 giugno: Viene fondata la Salernitana
- 23 giugno: cade il governo Orlando; entra in carica il primo governo Nitti
- 25 giugno: viene fondata la Società delle Nazioni
- 28 giugno: la Germania firma il Trattato di Versailles, addossandosi la responsabilità della guerra mondiale
- 29 giugno: il terremoto del Mugello provoca più di 100 vittime
- 8 luglio – Italia: a Milano viene costituita l'Associazione Nazionale Alpini
- 19 luglio – Italia: venne abrogata la norma dell'autorizzazione maritale
- 31 luglio: in Ungheria viene restaurata la monarchia; Miklós Horthy rimarrà fino al 1945 reggente, dato che i vicini non vorranno mai un Asburgo al trono di Ungheria, iniziano le riforme legislative sul modello fascista italiano
- Agosto: nella campagna romana e nel meridione masse di contadini occupano terre e campi. Sono le leghe rosse e le leghe bianche; questo evento, con gli scioperi al nord, caratterizzerà il Biennio rosso in Italia.
- 11 agosto: viene approvata la nuova Costituzione della Germania
- 18 agosto: la flotta sovietica viene sconfitta da quella britannica a Kronstadt, nei pressi di Pietrogrado
- 19 agosto: l'Afghanistan diventa indipendente dalla Gran Bretagna
- 25 agosto : avviene il primo volo fra Londra e Parigi
- 31 agosto: viene fondato negli Stati Uniti il Partito Comunista d'America
- 10 settembre – Trattato di Saint Germain: l'Austria è limitata al territorio tedesco e cede i monti Metalliferi e Sudeti alla Cecoslovacchia.
- 12 settembre – Impresa di Fiume: Gabriele d'Annunzio a capo di 2.500 legionari al motto di "O Fiume o morte" occupa la città, proclamandone l'annessione all'Italia
- 12 settembre - a Monaco di Baviera (Germania), inviato per conto della Reichswehr a spiare la riunione serale del Partito Tedesco dei Lavoratori ("DAP"), Adolf Hitler partecipa ad una accesa discussione e viene invitato ad unirsi al partito da parte del presidente e fondatore dello stesso, Anton Drexler.
- 5-8 ottobre: a Bologna si svolge il XVI Congresso nazionale del Partito Socialista Italiano. Prevalgono i massimalisti, la linea riformista è messa in minoranza.
  - La Bulgaria cede la Tracia Occidentale alla Grecia
  - Le ultime truppe britanniche lasciano Arcangelo che viene occupata dalle truppe sovietiche
- 13 ottobre: tragedia di Fonte Vetica
- 16 novembre: il governo filo-monarchico ungherese si insedia a Budapest
- 5 dicembre: in Turchia Ebrei, Armeni e Greci vengono esclusi dal servizio militare
- Ernest Rutherford, fisico neozelandese, riesce a creare la prima reazione nucleare
- John Maynard Keynes scrive Le conseguenze economiche della pace

## Nati
Ci sono circa 1 710 voci su persone nate nel 1919; vedi la pagina Nati nel 1919 per un elenco descrittivo o la categoria Nati nel 1919 per un indice alfabetico.

## Morti
Ci sono circa 600 voci su persone morte nel 1919; vedi la pagina Morti nel 1919 per un elenco descrittivo o la categoria Morti nel 1919 per un indice alfabetico.

## Calendario
| Calendario 1919 | Calendario 1919 | Calendario 1919 | Calendario 1919 | Calendario 1919 | Calendario 1919 | Calendario 1919 | Calendario 1919 | Calendario 1919 | Calendario 1919 | Calendario 1919 | Calendario 1919 | Calendario 1919 | Calendario 1919 | Calendario 1919 | Calendario 1919 | Calendario 1919 | Calendario 1919 | Calendario 1919 | Calendario 1919 | Calendario 1919 | Calendario 1919 | Calendario 1919 | Calendario 1919 | Calendario 1919 | Calendario 1919 | Calendario 1919 | Calendario 1919 | Calendario 1919 | Calendario 1919 | Calendario 1919 | Calendario 1919 | Calendario 1919 |
| --------------- | --------------- | --------------- | --------------- | --------------- | --------------- | --------------- | --------------- | --------------- | --------------- | --------------- | --------------- | --------------- | --------------- | --------------- | --------------- | --------------- | --------------- | --------------- | --------------- | --------------- | --------------- | --------------- | --------------- | --------------- | --------------- | --------------- | --------------- | --------------- | --------------- | --------------- | --------------- | --------------- |
|                 | 1               | 2               | 3               | 4               | 5               | 6               | 7               | 8               | 9               | 10              | 11              | 12              | 13              | 14              | 15              | 16              | 17              | 18              | 19              | 20              | 21              | 22              | 23              | 24              | 25              | 26              | 27              | 28              | 29              | 30              | 31              |                 |
| Gennaio         | Me              | Gi              | Ve              | Sa              | Do              | Lu              | Ma              | Me              | Gi              | Ve              | Sa              | Do              | Lu              | Ma              | Me              | Gi              | Ve              | Sa              | Do              | Lu              | Ma              | Me              | Gi              | Ve              | Sa              | Do              | Lu              | Ma              | Me              | Gi              | Ve              |                 |
| Febbraio        | Sa              | Do              | Lu              | Ma              | Me              | Gi              | Ve              | Sa              | Do              | Lu              | Ma              | Me              | Gi              | Ve              | Sa              | Do              | Lu              | Ma              | Me              | Gi              | Ve              | Sa              | Do              | Lu              | Ma              | Me              | Gi              | Ve              |                 |                 |                 |                 |
| Marzo           | Sa              | Do              | Lu              | Ma              | Me              | Gi              | Ve              | Sa              | Do              | Lu              | Ma              | Me              | Gi              | Ve              | Sa              | Do              | Lu              | Ma              | Me              | Gi              | Ve              | Sa              | Do              | Lu              | Ma              | Me              | Gi              | Ve              | Sa              | Do              | Lu              |                 |
| Aprile          | Ma              | Me              | Gi              | Ve              | Sa              | Do              | Lu              | Ma              | Me              | Gi              | Ve              | Sa              | Do              | Lu              | Ma              | Me              | Gi              | Ve              | Sa              | Do              | Lu              | Ma              | Me              | Gi              | Ve              | Sa              | Do              | Lu              | Ma              | Me              |                 |                 |
| Maggio          | Gi              | Ve              | Sa              | Do              | Lu              | Ma              | Me              | Gi              | Ve              | Sa              | Do              | Lu              | Ma              | Me              | Gi              | Ve              | Sa              | Do              | Lu              | Ma              | Me              | Gi              | Ve              | Sa              | Do              | Lu              | Ma              | Me              | Gi              | Ve              | Sa              |                 |
| Giugno          | Do              | Lu              | Ma              | Me              | Gi              | Ve              | Sa              | Do              | Lu              | Ma              | Me              | Gi              | Ve              | Sa              | Do              | Lu              | Ma              | Me              | Gi              | Ve              | Sa              | Do              | Lu              | Ma              | Me              | Gi              | Ve              | Sa              | Do              | Lu              |                 |                 |
| Luglio          | Ma              | Me              | Gi              | Ve              | Sa              | Do              | Lu              | Ma              | Me              | Gi              | Ve              | Sa              | Do              | Lu              | Ma              | Me              | Gi              | Ve              | Sa              | Do              | Lu              | Ma              | Me              | Gi              | Ve              | Sa              | Do              | Lu              | Ma              | Me              | Gi              |                 |
| Agosto          | Ve              | Sa              | Do              | Lu              | Ma              | Me              | Gi              | Ve              | Sa              | Do              | Lu              | Ma              | Me              | Gi              | Ve              | Sa              | Do              | Lu              | Ma              | Me              | Gi              | Ve              | Sa              | Do              | Lu              | Ma              | Me              | Gi              | Ve              | Sa              | Do              |                 |
| Settembre       | Lu              | Ma              | Me              | Gi              | Ve              | Sa              | Do              | Lu              | Ma              | Me              | Gi              | Ve              | Sa              | Do              | Lu              | Ma              | Me              | Gi              | Ve              | Sa              | Do              | Lu              | Ma              | Me              | Gi              | Ve              | Sa              | Do              | Lu              | Ma              |                 |                 |
| Ottobre         | Me              | Gi              | Ve              | Sa              | Do              | Lu              | Ma              | Me              | Gi              | Ve              | Sa              | Do              | Lu              | Ma              | Me              | Gi              | Ve              | Sa              | Do              | Lu              | Ma              | Me              | Gi              | Ve              | Sa              | Do              | Lu              | Ma              | Me              | Gi              | Ve              |                 |
| Novembre        | Sa              | Do              | Lu              | Ma              | Me              | Gi              | Ve              | Sa              | Do              | Lu              | Ma              | Me              | Gi              | Ve              | Sa              | Do              | Lu              | Ma              | Me              | Gi              | Ve              | Sa              | Do              | Lu              | Ma              | Me              | Gi              | Ve              | Sa              | Do              |                 |                 |
| Dicembre        | Lu              | Ma              | Me              | Gi              | Ve              | Sa              | Do              | Lu              | Ma              | Me              | Gi              | Ve              | Sa              | Do              | Lu              | Ma              | Me              | Gi              | Ve              | Sa              | Do              | Lu              | Ma              | Me              | Gi              | Ve              | Sa              | Do              | Lu              | Ma              | Me              |                 |

## Premi Nobel
In quest'anno sono stati conferiti i seguenti Premi Nobel:
- per la Pace: Thomas Woodrow Wilson
- per la Letteratura: Carl Friedrich Georg Spitteler
- per la Medicina: Jules Bordet
- per la Fisica: Johannes Stark

## Arti
In quest'anno Walter Gropius fonda uno dei principali riferimenti del Razionalismo novecentesco: la Bauhaus ("casa del costruttore") che aveva l'intento di unificare l'arte e l'artigianato con la tecnologia. Si studiava anche il modo di produrre oggetti e opere tramite le macchine considerando quindi l'industria un elemento positivo. La sede della scuola tedesca era a Weimar, ma poi viene trasferita nel 1925 a Dessau e nel 1932 a Berlino. Essa fu però chiusa dal Partito Nazista che propugnava, invece, a costruzioni fastose e grandiose non tollerando lo stile del Movimento Razionale.

### Musica
A New Orleans i musicisti Jazz non ebbero fortuna per molto tempo ancora: Storyville era teatro di innumerevoli risse e di molti delitti e, quando nel porto furono ancorate alcune navi da guerra, la segretaria della marina degli Stati Uniti intervenne energicamente ordinando la chiusura immediata di tutte le case di tolleranza (o, volgarmente, "bordelli") e di gran parte dei locali pubblici. Così i musicisti jazz si ritrovarono senza lavoro, e molti, come Oliver, La Rocca, Sydney Bechet o Jelly Rool Morton, migrarono verso le grandi metropoli del nord.